# 에리히 프롬
에리히 젤리히만 프롬(독일어: Erich Seligmann Fromm, 1900년 3월 23일 ~ 1980년 3월 18일)은 세계적으로 유명한 유대인이자 독일계 미국인으로 사회심리학자이면서 정신분석학자, 인문주의 철학자이다.
비판이론 영역의 프랑크푸르트 학파에서 활동하였다.

## 생애
1918년 프랑크푸르트 대학교 법철학과에 입학하였으나, 2학기만에 1919년 하이델베르크 대학교로 옮겨 사회학을 배웠다. 당시 교수는 알프레드 베버(유명한 정치경제학자인 막스 베버의 동생), 카를 야스퍼스, 하인리히 리케르트 등 이었다. 1922년 하이델베르크 대학교에서 사회학을 전공으로 철학 박사 학위를 수여 받았다. 졸업 후 하이델베르크에 있던 프리다 라이히만(Frieda Fromm-Reichmann)의 정신분석 치료소에서 정신분석학을 연구하여 1927년 자신의 진료실을 열게되었다. 1930년 프랑크푸르트 학파의 본산인 프랑크푸르트 사회연구소에 들어가 자신의 정신분석학 이론의 정립을 마쳤다.
나치가 독일을 장악하게 되자 유태인이었던 프롬은 제네바로 옮겼으며, 1934년 미국 뉴욕의 컬럼비아 대학교로 자리를 옮겼다. 컬럼비아 대학교 재직 중이던 1942년, 프롬은 카렌 호나이(Karen Horney, 1885~1952)와 공동으로 Self-Analysis(자기 분석)에 대해 연구하였다. 컬럼비아 대학교 이후 에리히 프롬은 1943년부터 워싱턴 정신분석 학교에서, 1946년부터는 윌리엄 앨런슨 화이트 연구소에서 심리학자이자 정신분석학자, 정신과 의사로서 재직하였다.
1950년 멕시코 국립자치대학교에서 정신분석학과 의과 대학의 교수로 재직하였고 1965년 이 대학교에서 은퇴하였다. 이 기간 동안 1957년 ~ 1961년에는 미시간 주립대학교에서 1962년에는 뉴욕 대학교에서 교수직을 수임하기도 하였다. 1974년 스위스 무랄토(Muralto)로 이주했으며 1980년 자택에서 별세하였다.

## 사상
프롬의 사상의 특징은, 프로이트 이후의 정신 분석 이론을 사회 정세 전반에 적용한 것에 있다. 인간과 사회적 환경과의 관계에 주목했고 인간의 욕망에서 비롯된 개인과 사회간의 갈등에 중점을 둔 논문들을 발표했다. 인간의 악덕은 제반 사회 조건을 개혁함으로써 감소시킬 수 있다고 보았으며 인본주의적, 공동체적 사회주의의 실현을 주장했다. 그의 대표작인 《자유로부터의 도피》에서는 파시즘의 심리학적 기원을 밝혀, 민주주의 사회가 나아갈 방향을 밝히고 있다. 프롬에 따르면 인간은 자신의 생물학적 성장이나 자아 실현이 방해될 때에, 일종의 위기 상태에 빠진다. 이러한 위기는 인간에 대한 공격성이나 사디즘, 마조히즘 및 권위에 대한 복종 또는 자신의 자유를 부정하는 권위주의로 빠지게 된다. 이런 위기에서 벗어나기 위해 프롬은 자아를 실현하는 생활이 그 수단이 될 수 있다고 한다. 프롬은 스피노자처럼 「행복은 덕의 증거이다」라고 생각하고 있었다. 즉, 생산적인 생활과 인간의 행복이나 성장을 바라는 인도주의적 윤리를 신봉할 때에 사람은 행복하게 될 수 있다고 하는 것이다. 신경증이나 권위주의, 사디즘, 마조히즘 등은 인간성이 개화되지 않을 때에 일어나고 이것을 프롬은 인간적인 파탄이라고 했다.

## 주요 저서
1941년 에리히 프롬은 《자유로부터의 도피》를 출간하였다. 이 책은 정치심리학의 선구적인 저서로 널리 알려졌다. 1947년 에리히 프롬은 윤리에 대한 심리학적 고찰인 《인간 상실과 인간 회복》을 저술하였으며 1956년 세계적인 베스트셀러가 된 《사랑의 기술》을 출판하였다. 1973년에는 《인간 파괴의 해부》, 1976년에는 《소유냐 존재냐?》를 저술하였고, 마르크스주의에 대한 반대자들과 지지자들의 잘못된 지식들을 바로잡기 위해 《에리히 프롬,마르크스를 말하다》를 저술하기도 하였다.

## 프로이트에 대한 비판
프롬은 오랫동안 지그문트 프로이트의 삶과 저작을 연구했다. 프롬은 프로이트의 이론이 초기와 후기가 서로 모순됨을 발견했다. 그것은 제1차 세계 대전 이전에 프로이트는 인간은 욕망과 억압 사이에서 갈등하게 된다고 했으나, 전쟁 이후 프로이트는 생물학적으로 보편적인 삶과 죽음(에로스와 타나토스)의 본능 가운데서 몸부림친다고 했다. 프롬은 프로이트와 그의 추종자들을 두 이론 사이의 모순을 전혀 인정할 수 없다면서 비판했다.
프롬은 프로이트의 이분법적 사고 역시 비판했다. 프롬에 따르면, 프로이트의 양 극단 사이에서 갈등하는 인간 의식에 대한 설명은 제한적이라고 한다. 또한 프로이트를 빈의 20세기 초반 가부장적 환경을 벗어나서 생각할 수 없는 여성혐오자라면서 비난했다. 그러나 프롬은 이런 오류들에도 불구하고 프로이트와 그의 성취에 관해서는 높이 평가했다. 그는 프로이트가 알베르트 아인슈타인과 카를 마르크스와 함께 "현대의 건축가" 중 한 명이라고 주장했다.

## 같이 보기
- 미국 철학